# Ideoblothrus paraensis
Espèce
Ideoblothrus paraensis est une espèce de pseudoscorpions de la famille des Syarinidae.

## Distribution
Cette espèce est endémique du Pará au Brésil. Elle se rencontre vers Benevides.

## Étymologie
Son nom d'espèce, composé de para et du suffixe latin -ensis, « qui vit dans, qui habite », lui a été donné en référence au lieu de sa découverte, le Pará.

## Publication originale
- Mahnert, 1985 : Weitere Pseudoskorpione (Arachnida) aus dem zentralen Amazonasgebiet (Brasilien). Amazoniana, vol. 9, p. 215-241.